# 美希刺繍工芸
株式会社美希刺繡工芸（みきししゅうこうげい）は、広島県 福山市の刺しゅうメーカーである。

## 概要
「ワラカット刺しゅう」などの独自技術の背景には、社長の苗代次郎が若い頃に縫製企業で培った、ミシンへの豊富な知識がある。あらゆるミシンの修理等で得た知識、経験を刺しゅう機へ応用することにより、独創的なアイデアを製品に落とし込んでいる。また、美希刺繡工芸の技術力は商品開発だけでなく、商品生産能力にも活かされている。他の企業であれば手作業で行わなければならない作業でも、美希刺繡工芸では刺しゅう機を活用することにより、量産体制を築いている。こうした技術は、他社が真似しようと思っても容易に実現できるものではない。
パリ・コレクションへの出展（1999年に初出展）、ジャパン・クリエーション（日本国内最大の繊維 見本市）、ジャパン・テキスタイル・コンテストなどに参加しており、国際的な事業展開をしている中小企業の一つといえる。